# Ignatz Lichtenstein

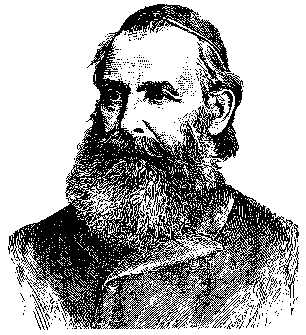
Ignatz Lichtenstein (Bildnis von 1886)

Ignatz Lichtenstein (* 9. April 1825; † 16. Oktober 1908, auch Isaac Lichtenstein) war ein ungarischer orthodoxer Rabbiner, der „als amtierender Rabbi auf Flugblättern den Übertritt zum Christentum verteidigte“. Obwohl er sich zeitlebens weigerte, sich taufen zu lassen, gab er im Jahr 1892 letztendlich das Rabbineramt auf. Im Jahr 1894 erschien eine Biographie von ihm in dem Missionarsmagazin der Bischöflichen Methodistenkirche The Gospel in All Lands. Messianische Juden erwähnten ihn später als ein Beispiel des 19. Jahrhunderts von einer Wendung hin zum „jüdischen Jesusgläubigen“.

## Werke
- Der Talmud auf der Anklagebank durch einen begeisterten Verehrer des Judenthums, Heft I (Budapest, 1886).
- Mein Zeugnis, Heft II (Budapest: Hornyánszky, 1886).
- Die Liebe und die Bekehrung, Heft III (Budapest, 1886).
- Judenthum und Christenthum (PDF; 35,9 MB), (Hamburg: A. Scheibenhuber, 1891?).
- Eine Bitte an die geehrten Leser, (Budapest, 1893 or 1894) oder Eine Bitte an das israelitische Volk (PDF; 12,9 MB); engl.: An appeal to the Jewish people, online bei archive.org
- “‘Zwei Briefe’ oder ‘was ich eigentlich will’” (PDF; 3,2 MB), Saat auf Hoffnung 30 (1893), 9–36.
- “Das Blut Christi, ein Nachklang aus dem Midrasch Echa”, Saat auf Hoffnung 30 (1893), 229-32.
- Judenspiegel (PDF; 8,7 MB) (Wien: L. Schoenberger, 1896).
- “Welche Anknüpfungspunkte findet die evangelische Verkündigung bei den Juden?” in Gustaf Dalman (ed.), Die allgemeine Konferenz für Judenmission in Leipzig, abgehalten vom 6. bis 8. Juni 1895, (Leipzig, 1896), 40–55. [Reihe: Schriften des Institutum Judaicum in Leipzig, No. 44–46]; später neu aufgelegt in “The Hebrew Christian Testimony to Israel” in London als Begegnungspunkte zwischen Juden und Christen: Gesetz und Evangelium (London: H.C.T.I., 1902).
- “Ein Weihnachts- und Neujahrsgruß an alle Neugeborenen im Herrn”, Saat auf Hoffnung 36 (1899), 5–9.
- “Ein Geheimniss aus dem Talmud”, (Vienna: L. Scnberger, 1900).
- “Ein Weihnachts- und Neujahrsgruß für die auserwählten Kinder des Lichtes”, Saat auf Hoffnung 37 (1900), 35–40.
- “Ein Neujahrsgruß für die Neugebornen im Herrn zum Heilsjahre 1902”, Saat auf Hoffnung 39 (1902), 5–8.